# Derechos humanos en Chile
Los derechos humanos en Chile corresponden a una rama del derecho que estudia y reglamenta la acción del Estado respecto de los habitantes de su territorio, especialmente en lo que dice relación al uso monopólico de la fuerza por parte de éste. Son por tanto materia relevante para la discusión y opinión pública, así como para el estudio por parte de la historiografía, el periodismo, el derecho y demás ramas de las ciencias sociales. 
Estos se encuentran consagrados por distintos tratados internacionales suscritos por el Estado chileno, como lo son los Convenios de Ginebra, la Declaración de los Derechos del Niño y la Declaración Universal de los Derechos Humanos. Y han sido objeto de especial relevancia en la política chilena desde la suscripción de estos acuerdos y durante gran parte del siglo XX en adelante. En especial por los crímenes de lesa humanidad cometidos por la dictadura militar del general Augusto Pinochet entre 1973 y 1990, y por el actuar de las instituciones armadas y de orden contra dirigentes indígenas, estudiantiles, gremiales y sindicales, así como contra la población civil durante el proceso de transición a la democracia en 1990.

## Historia

### Contexto
Durante el transcurso de su historia, Chile ha vivido diversos conflictos como Guerras Civiles, Golpes de Estado, y Dictaduras, en las cuales la acción de las fuerzas armadas así como de las policías han jugado un papel preponderante para el desarrollo de estos procesos históricos. Por este motivo es que, desde mediados del siglo XIX en adelante han ocurrido constantes enfrentamientos entre la población civil y las instituciones armadas, así como matanzas y revueltas. 
Siendo así, la preocupación social por el actuar del Estado sobre el bienestar de sus ciudadanos fue cobrando importancia creciente ya desde principios del siglo XX y quedó plasmado en cuerpos legales ya desde la Constitución Política de la República de Chile de 1925. 
A contar de 1949 y durante las siguientes cinco décadas, los sucesivos gobiernos comenzaron a suscribir una serie de tratados internacionales respecto de esta materia, por lo que el respeto a los derechos humanos y la vigilancia a la acción sistemática de sus instituciones fue cobrando relevancia, hasta ser tema central en la política chilena postdictadura, dados los miles de casos de violencia estatal constatados para este periodo, que incluyen desapariciones, torturas, fusilamientos y atentados, los cuales han llevado a polémicos procesos judiciales y numerosos cuestionamientos a la forma con la que se han abordado posteriormente. Al respecto, dos comisiones se conformaron para investigar los hechos ocurridos durante la dictadura, la Comisión Nacional de Verdad y Reconciliación en 1990, de la cual emanó el Informe Rettig, y la Comisión Valech en 2003 que publicó dos informes. Sobre la base de estos documentos se constató el asesinato de al menos a 3197 personas y la tortura de más de 29000.
Si bien el Poder Judicial condenó a varios agentes de la dictadura militar, estos casos han llevado años de tramitación y muchos de los acusados fallecieron sin llegar a concluir sus juicios. También han existido numerosos casos que quedaron sin condena, y de entre los condenados hay quienes cumplen sentencia en condiciones de privilegio, en recintos penales especiales como el Penal Cordillera y Punta Peuco. 
De los miembros de la junta militar, el propio Augusto Pinochet tuvo que enfrentar a acusaciones por violaciones a los derechos humanos entre 1973 y 1990, y por delitos financieros durante y después de aquel período, enfrentando un proceso en Inglaterra ordenado por el juez Baltasar Garzón, del cual sería liberado por el entonces ministro del interior inglés Jack Straw. En Chile, el proceso contra el dictador fue interrumpido por razones de salud alegadas por su defensa, y concluyó definitivamente con su muerte el 10 de diciembre de 2006. En tanto Fernando Matthei enfrentó dos solicitudes de procesamiento por el asesinato del General Alberto Bachelet, las cuales no fueron acogidas a trámite. Mientras que en el caso de los demás integrantes no llegaron a enfrentar a la justicia en ningún momento. Y ejercieron sus roles como oficiales hasta 1997.
La problemática por el respeto a los derechos humanos volvió a ser tema en boga con las sucesivas manifestaciones que comenzaron a darse desde mediados de los años 90, cobrando visibilidad por el actuar de carabineros durante la movilización estudiantil en Chile de 2006 donde se observó la represión policial dirigida contra menores de edad. A partir de entonces, y especialmente durante las movilizaciones estudiantiles en Chile de 2011 la acción represiva de Carabineros de Chile comenzaría a ser un problema cada vez más frecuente en la discusión pública, siendo la represión policial condenada por la Comisión Interamericana de Derechos Humanos. Este actuar seguiría dándose en las sucesivas manifestaciones ciudadanas, hasta que producto del estallido social de octubre de 2019 quedó de manifiesto el actuar sistemático de las policías y las responsabilidades gubernamentales al respecto. Varios informes nacionales e internacionales reportaron uso excesivo y sistemático de fuerza, maltrato y abuso sexual por parte de policías y militares. Por otra parte se detectó abuso físico y hacinamiento en cárceles. Y se reportaron casos de abuso sexual infantil y trata de blancas en los centros del Servicio Nacional de Menores.

### Privación arbitraria o ilegal de la vida

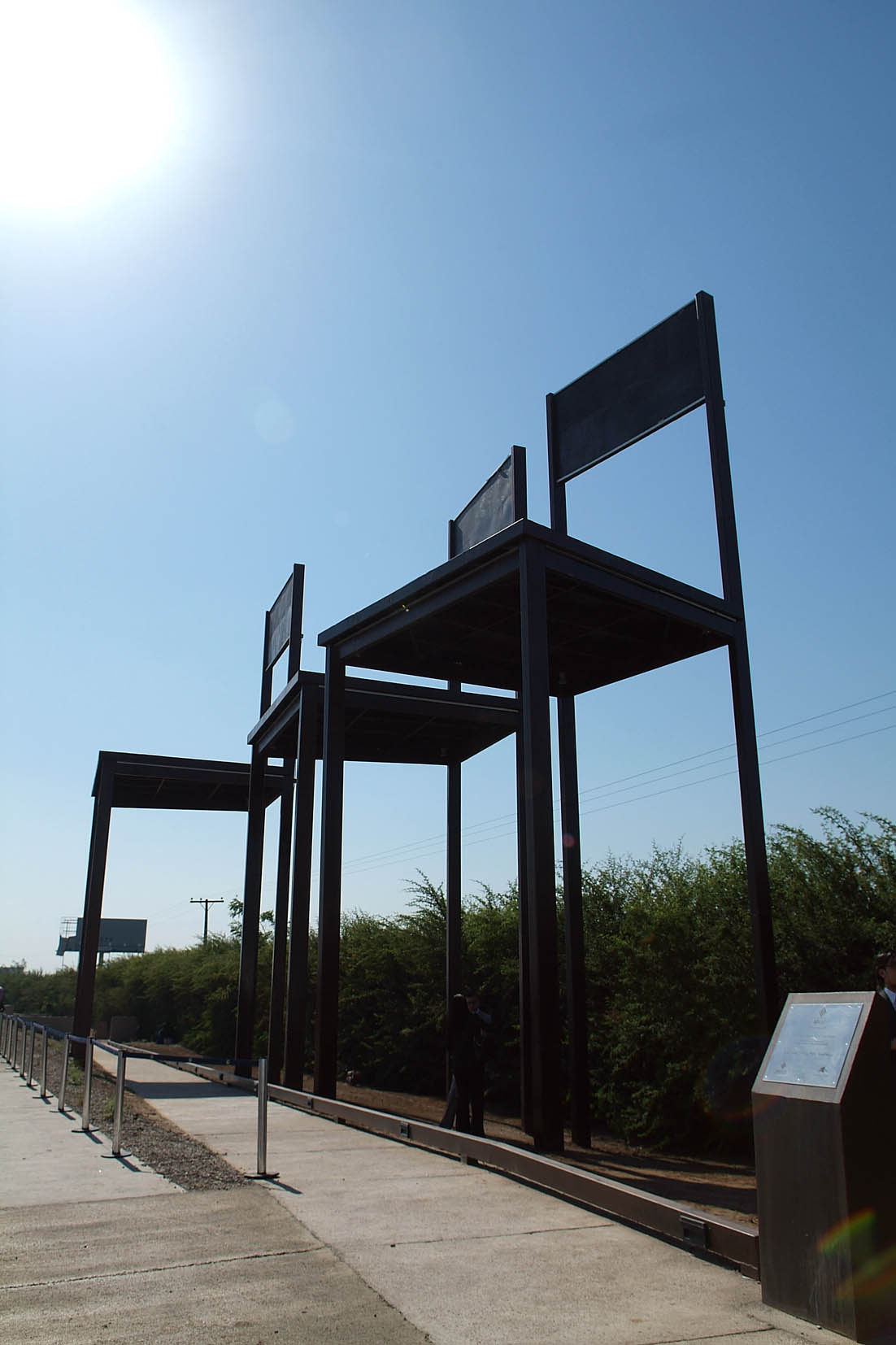
Monumento inaugurado en 2006 para conmemorar el Caso Degollados, el asesinato cometido por fuerzas policiales de tres miembros del Partido Comunista en el año 1985.

Los cargos han sido presentados contra funcionarios del gobierno por violaciones del pasado, incluyendo a miembros de la llamada Caravana de la Muerte, el exdirector de la DINA General Manuel Contreras, y el oficial retirado de seguridad Rafael González (por el asesinato de Charles Horman). Al momento de su muerte en diciembre de 2006, el General Augusto Pinochet estaba bajo investigación en al menos seis casos entre los que se incluyen ejecuciones extrajudiciales, secuestro y tortura, que datan del período de la Dictadura Militar de 1973 a 1989. Sin embargo, el exdictador Pinochet nunca fue procesado o condenado por cargos de violación a los derechos humanos.
El mecanismo externo para investigar a Carabineros es la Justicia Militar, en tanto el sistema de justicia criminal regular investiga las acusaciones por abusos presuntamente cometidos por oficiales de la Policía de Investigaciones (PDI). El 3 de enero, las autoridades arrestaron a seis de los ocho ex oficiales del ejército involucrados en la tortura y posterior ejecución del cantante Víctor Jara en el Estadio Chile en Santiago. El 28 de marzo, la Corte de Apelaciones de Santiago aprobó la libertad bajo fianza para cuatro ellos. El 11 de octubre, el juez procesó y detuvo a un noveno exoficial del ejército. El caso seguía pendiente al finalizar el año.
En junio de 2012 la Corte de Apelaciones de Santiago resolvió que el juez Mario Carroza debe investigar el asesinato del ciudadano estadounidense Ronnie Moffit en un atentado con coche bomba en Washington D. C. en 1976. El caso estaba pendiente al finalizar el año.
De acuerdo con el informe anual 2013 de la Escuela de Leyes de la Universidad Diego Portales (UDP) en materia de derechos humanos, a julio el Tribunal Supremo había dictaminado en 153 casos penales de violaciones de los derechos humanos de la era de la dictadura y confirmó 140 condenas, mientras que 1350 casos en contra de más de 800 autores continuaban bajo investigación o pendientes en los tribunales.
El 25 de marzo, un fiscal militar acusó a exsargento de Carabineros Miguel Millacura por el uso innecesario de la fuerza y a la teniente Claudia Iglesias por complicidad en el encubrimiento de la participación de Carabineros el asesinato de Manuel Gutiérrez de 16 años de edad en el año 2011. Millacura quedó libre bajo fianza, y según los informes, Iglesias continuó en servicio activo. El estado de la causa contra Millacura en el sistema de justicia militar, era desconocido a fin de año. Los casos de presunta conducta ilícita por Carabineros, incluyendo los abusos de derechos humanos contra la población civil, en general se trataron en el sistema de tribunales militares, así como los alegatos en que el acusado es miembro de las fuerzas armadas.

### Desapariciones
Desde el retorno a democracia, el caso más saliente ha sido la desaparición del ciudadano de origen mapuche José Huenante. En junio de 2018, la Corte Suprema de Justicia resolvió (tras 13 años de ocurrido el evento) que la desaparición forzada en democracia de José Huenante fuera conocida por la justicia ordinaria, sacando la causa de la justicia militar. Declarando que una investigación única que arroje “responsabilidad penal con respecto de civiles y/o militares, de tal suerte que las eventuales líneas de indagación emanen de un mismo ente persecutor” resulta necesaria.
Los tribunales procesaron varios casos históricos basados en los argumentos de los demandantes que el rapto de presos políticos constituía un delito en curso, no cubierto por la amnistía, a menos que la ejecución subsecuente del sujeto pudiera ser establecida concretamente por la identificación de los restos. La Corte Suprema sostuvo varias convicciones basadas en el secuestro indefinido o permanente.
La justicia siguió investigando abusos de derechos humanos cometidos por la Dictadura Militar, en varios casos, sentencia dictada en aquellos encontrados culpables. Según el Ministerio del Interior, desde octubre había 361 casos de tribunal activos que implican a 485 antiguos funcionarios (funcionarios sobre todo militares pero incluyendo a algunos civiles). Para finales de año, 126 individuos habían sido condenados y sentenciados por violaciones a los derechos humanos durante el régimen de Pinochet.
El juez Jorge Zepeda siguió investigaciones de detenciones de la era militar y desapariciones de personas en la Colonia Dignidad, ahora llamado Villa Baviera, un establecimiento de habla alemana 240 millas al sur de Santiago. El fundador del establecimiento, Paul Schaefer, procesado en 2005 por su participación en cuatro secuestros bajo el antiguo, fue condenado a siete años en la prisión por tenencia ilegal de armas en agosto y afrontó cargos múltiples por abuso de menores. Varios de los socios de Schaefer, incluso Gerard Muecke, fueron encarcelados y permanecieron bajo investigación por posibles violaciones de derechos humanos en Colonia Dignidad.
La investigación de la desaparición en 1985 del ciudadano estadounidense Boris Weisfeiler cerca de la Colonia Dignidad permaneció abierta a finales de año.

### Torturas y otros tratos o castigos crueles, inhumanos o degradantes
A pesar de que la ley prohíbe dichas prácticas, las Organizaciones No Gubernamentales (ONGs), reciben reportes aislados de abusos y maltratos de parte de Carabineros, la Policía de Investigaciones (PDI) y Gendarmería.
Pocos informes de abusos o maltratos llevaron a condenas. Los tribunales militares más bien que civiles típicamente trataban casos de abuso militar y policial (véase sección 1.e).
Los reos prisioneros en Chile generalmente están confinados en condiciones paupérrimas. Las prisiones por lo general están superpobladas y las construcciones son anticuadas, con condiciones sanitarias deficitarias. En ocasiones aisladas los prisioneros han muerto debido a la falta procedimientos carcelarios limpios e insuficientes recursos médicos en las prisiones. Un estudio realizado por oficiales defensores públicos en 7 de las 13 regiones, reportó que durante el año 2005 el 59 % de los presos dijo ser víctima de abusos o ataques. En el 34 % de los casos de abuso reportado, los entrevistados dijeron que fueron los mismos gendarmes quienes cometieron los abusos.
El 13 de junio de 2013, los Carabineros entraron al campus central de la Universidad de Chile, supuestamente sin autorización y de una manera violenta, en busca de conexiones con varias actividades violentas que habían sucedido el día anterior durante una protesta estudiantil autorizada. De acuerdo a la prensa local, la policía provocó serias lesiones en dos estudiantes mujeres que resistieron el ingreso no autorizado. La cabeza del cuerpo policial involucrado se transfirió a otra unidad luego que una investigación interna revelara violación al protocolo acerca del uso de la fuerza. No se adoptó ninguna otra medida disciplinaria posterior.
El 30 de diciembre de 2013 el oficial de PDI Flavio Torres fue acusado en un tribunal de Santiago de coerción ilegal y crímenes informáticos por su supuesta participación en una golpiza durante un interrogatorio de un menor, luego de una protesta en mayo. Torres fue acusado de participar, junto con un grupo de aproximadamente 10 oficiales, golpear al menor en su cuello y cara, fotografiarlo en ropa interior y obligarlo a revelar sus claves de acceso personales a Facebook. La Fiscal dijo que no pudo determinar la identidad de los otros presuntos involucrados, a causa de la invocación por parte de la PDI de una cláusula de la Ley de Inteligencia Nacional del país. El juez, quien mantuvo a Torres bajo custodia durante la fase de investigación del caso, calificó los supuestos crímenes “entre los más graves” contemplados por la legislación de Chile, porque involucran a agentes del estado. A fin de año, el caso permanecía pendiente.
El Instituto Nacional de Derechos Humanos (INDH) y medios de comunicación informaron acerca de presuntos usos inapropiados de la fuerza por parte de guardia cárceles en el intento de detener una protesta en la prisión de Valdivia en enero de 2013, con el resultado de 21 internos lesionados. La Corte de Apelaciones de Valdivia emitió después una orden de protección a favor de los internos. La Corte de Apelaciones de Antofagasta determinó que guardia cárceles violaron los derechos constitucionales de 10 internos e incumplieron las normas de la Convención contra la Tortura y otros tratamientos Crueles, Inhumanos o Degradantes, durante un violento enfrentamiento en julio, cuando los guardias golpearon y dispararon perdigones a los prisioneros, resultando personas lesionadas.

### Arresto arbitrario o detención
La ley prohíbe el arresto arbitrario y la detención, el gobierno generalmente vigila estas prohibiciones, pero a pesar de esto claramente las leyes no se respetan por parte de la policía.

#### Rol de la policía y sistema de seguridad
Los 27 000 miembros de Carabineros de Chile, bajo el control operacional de los Ministerios de Defensa y El Interior, tienen como responsabilidad primaria: el orden público, la seguridad ciudadana, el control de tráfico, y la seguridad fronteriza. La policía de Investigaciones de Chile (PDI), que se compone de aproximadamente 3500 detectives, se encarga de las investigaciones criminales y el control inmigrante. Aunque este bajo la jurisdicción operacional del Ministerio del Interior, la PDI también recibe órdenes del fiscal o juez de una investigación criminal. La Gendarmería, con aproximadamente 620 oficiales y 8520 vigilantes penitenciarios, operan el sistema nacional de reclusión bajo la jurisdicción de Ministerio de Justicia. Carabineros ha experimentado una baja incidencia de corrupción. Carabineros, vigilantes penitenciarios, y oficiales toman clases de derechos humanos, los cuales son fundamentales en el currículo de la policía y academias militares.

#### Arresto y detención
Los funcionarios sólo públicos expresamente autorizados según la ley pueden arrestar o detener a ciudadanos. Las autoridades deben aconsejar a los tribunales 48 horas después de la detención y colocar al detenido a disposición de un juez. Nadie puede ser retenido o detenido excepto en su casa o una cárcel, prisión, u otra instalación pública diseñada para aquel objetivo.
Mientras las autoridades generalmente respetaban provisiones constitucionales para el arresto y detención, los detenidos a menudo no eran aconsejados puntualmente de sus cargos en su contra, ni concedieron una audiencia oportuna ante un juez. Sin embargo, las reformas judiciales que entraron en vigor en junio de 2005 mejoraron la interpretación, y durante el año más del 80 % de casos fue resuelto dentro del período designado. La ley permite que tribunales civiles y militares pidan la detención durante hasta cinco días sin el emplazamiento y amplíen la detención de terroristas presuntos durante hasta 10 días. La ley permite que jueces pongan la fianza. La libertad provisional debe ser concedida a menos que un juez decida que la detención es necesaria para la investigación o para la protección del preso o el público.
La ley permite a los detenidos 30 minutos de acceso diario inmediato y subsecuente a un abogado (en la presencia de un carcelero) y a un doctor para verificar su estado físico. Se permiten visitas regulares por miembros de la familia.
La ley requiere que la policía informe a detenidos de sus derechos y acelere la notificación de la detención a los familiares. La ley también prohíbe a la policía exigir la identificación o parar a personas basadas únicamente en la sospecha, y esto prohíbe el abuso físico por la policía contra personas detenidas (véase sección 1.c).
El presidente está autorizado a conceder el indulto a presos y típicamente lo concede a un número limitado de presos cada año por razones humanitarias.

### Proceso judicial
La ley asegura una judicatura independiente, y el gobierno generalmente respetaba esta provisión en la práctica. La ley asegura el derecho a un proceso justo, y una judicatura independiente generalmente hacía cumplir este derecho. La ley asegura el derecho a asesor legal, y oficinas del defensor público en 14 regiones y la Región Metropolitana proporcionan asesoría legal profesional a alguien que busque tal ayuda.
La modernización de la judicatura tiene que afectar aún el sistema de justicia civil, que fue caracterizado por procedimientos anticuados e ineficaces. Los tribunales fueron abrumados por más de 800 000 nuevos casos cada año. El proceso civil medio dura más de cinco años, y los pleitos civiles podrían seguir durante décadas.
No hubo informes de presos políticos o detenidos, aunque varios presidiarios en la prisión de máxima seguridad de Santiago acusados de actos terroristas después de la vuelta a la democracia en 1989 reclamaron ser presos políticos. En julio de 2005, el Senado aprobó una ley que permite que los presos condenados por cargos de terrorismo puedan solicitar la libertad condicional; 32 presos eran elegibles para aplicarse bajo las provisiones, pero no había ningún informe en cuantos fueron liberados bajo libertad condicional.

### Interferencia arbitraria con intimidad, familia, a casa, o correspondencia
La ley prohíbe tales acciones, y el gobierno generalmente respetaba estas prohibiciones en la práctica.

## Libertades civiles

### Libertad de expresión y prensa
La ley asegura la libertad de palabra y prensa, y el gobierno generalmente respetaba estos derechos en la práctica, sujeto a restricciones legales significativas.
Los grupos de derechos humanos y las asociaciones de prensa criticaron la existencia y la aplicación de leyes que prohíben insultar a instituciones estatales, incluyendo a la presidencia, la legislatura, y cuerpos judiciales, y aquellos que permiten que funcionarios del gobierno presenten cargos contra periodistas que los insultan o critican.
La ley prohíbe la grabación subrepticia de conversaciones privadas.
Dos grupos de medios principales, que eran en gran parte independientes del gobierno, controlaron la mayor parte de los medios escritos. El gobierno era el dueño de la mayoría del periódico La Nación, pero no controlaba directamente su contenido editorial.
Los medios de emisión generalmente eran independientes de la influencia directa del gobierno. Televisión Nacional era nacional, valga la redundancia, pero no en el control del gobierno directo. Fue autofinanciado por la publicidad comercial, editorialmente independiente, y gobernado por una junta directiva designada por el presidente y aprobada por el Senado.
El Consejo Nacional de Televisión, financiado por el gobierno, era responsable de asegurar que la programación de televisión “respeta la moral y valores culturales de la nación”. El papel principal del CNT debía regular la violencia y sexo explícitas tanto en emisión como en televisión vía cable que programa los contenidos. Las películas y otros programas juzgados por el CNT por ser en exceso violentas, tener lenguaje soez, o represente escenas sexualmente explícitas pueden ser mostradas sólo después de las 22:00 h, cuando finaliza el “horario familiar”. El CNT de vez en cuando imponía multas.
No hay restricciones gubernamentales en el acceso a Internet. Individuos o grupos pueden participar en la manifestación pacífica de opiniones por medio del Internet, incluso por correo electrónico. Aunque Investigaciones de Chile mantiene una unidad contra crímenes sexuales que monitorea sitios webs de pornografía infantil y procesa a los individuos que vendan, guarden, o intercambien pornografía infantil en Internet, no hay reportes de que el gobierno monitoree los mensajes de correo electrónico o salas de chat por otros propósitos.
No había ninguna restricción del gobierno contra la libertad de cátedra o eventos culturales.

### Libertad de asamblea pacífica y asociaciones
La ley provee de libertad de asamblea y asociaciones, el gobierno generalmente respeta estos derechos en práctica.

### Libertad de religión
La ley provee de la libertad de religión, el gobierno generalmente respeta este derecho en la práctica.
Se requirió que organizaciones religiosas se registraran con el Ministerio de Interior a fin de disfrutar del estado no lucrativo religioso y proporcionaran ciertos servicios religiosos, como ceremonias de matrimonio.
Aunque la ley conceda a las religiones no católicas el derecho de tener a capellanes en hospitales públicos, prisiones, y unidades militares, algunos líderes de las iglesias Protestantes del país (explicando más del 15 % de la población) notaron una renuencia para llamar a capellanes Protestantes en las fuerzas armadas y obstáculos a visitas pastorales en hospitales militares. Los hospitales y las prisiones fuera del sistema militar, sin embargo, proporcionaron el acceso bueno a los evangélicos, así como otras denominaciones religiosas minoritarias.
Mientras se requirió que escuelas ofrecieran la educación religiosa dos veces a la semana por la escuela secundaria, la inscripción en tales clases era opcional. Los mandatos de la ley que enseñan el credo solicitado por padres, pero imposición eran a veces flojos. La instrucción era casi exclusivamente Católica.
En septiembre de 2005, la Suprema Corte sostiene un desafío del gobierno para el registro de la Iglesia de la Unificación como una organización sin fines de lucro religiosa. Desde entonces, la Iglesia de la Unificación continuó operando bajo un estatuto más limitado sin fines de lucro privado.
Hubo informes aislados de incidentes antisemitas, incluyendo grafitis de esvásticas y de comentarios despectivos dirigidos a individuos judíos. La comunidad judía se estima en aproximadamente 21 000 personas.
Los grupos neonazis y skinhead comprometidos en actividades de bandas criminales y violencia contra inmigrantes, homosexuales, cantantes punk, y anarquistas. Mientras estos grupos comparten la retórica antisemita de los grupos neonazis, no hubo informes de ataques que apunten a la comunidad judía. Los neonazis identificados han sido despedidos de las fuerzas armadas y Carabineros, y el gobierno cerró un periódico neonazi en 2005.

### Corrupción y transparencia del gobierno
Hubo informes aislados sobre corrupción del gobierno durante el año. El índice de corrupción anual del Interciudadano de Transparencia registró que el público percibió el país como relativamente sin corrupción. El Acta de Libertad de Información requiere que el gobierno y sus agencias haga toda la información no clasificada sobre sus actividades disponible al público, aunque sus exigencias no siempre sean realizadas por funcionarios del gobierno.

## Actitud del Gobierno respecto a la investigación internacional y no gubernamental de presuntas violaciones de los derechos humanos
Varios grupos de derechos humanos domésticos e internacionales generalmente funcionaban sin la restricción del gobierno, investigando y publicando sus conclusiones en casos de derechos humanos. Los funcionarios del gobierno eran cooperativos y sensibles a sus vistas.
La Corte Interamericana de Derechos Humanos publicó dos fallos contra el gobierno en septiembre. En un caso, la corte dictó que la aplicación de la Ley de Amnistía de 1978 por la muerte en 1973 de Luis Almonacid Arellano constituyó negación de justicia. El tribunal dictó posteriormente que la Ley de Amnistía no podía ser aplicada en el caso Almonacid u otros casos que comprenden delitos contra la humanidad para objetivos de investigaciones de cierre o suspensión de la sentencia contra personas condenadas por aquellos delitos. La Corte falla a favor de la familia Almonacid y dictamina que el Gobierno de Chile pague solamente 10 000 dólares para honorarios de abogados. En este dictamen la familia no pidió, ni recibió compensaciones económicas, ya que según declaraciones de la viuda del profesor ejecutado “ningún dinero le devolvería al compañero y padre de familia que perdió”. El gobierno aceptó el dictamen del tribunal, y a final de año el Congreso pensaba que la legislación restringía el alcance de la Ley de Amnistía.

### Personas discapacitadas
Aunque la ley prohíbe la discriminación hacia las personas con discapacidades físicas o mentales, muchas de ellas han sufrido de hecho diversas formas de discriminación. La ley obliga a la construcción de accesos especiales para los discapacitados, pero un estudio del Ministerio de Vivienda y Urbanismo basado en un censo entre el 2002 y el 2003, reveló que el 70 % de los edificios de uso público no cumplían con la norma. Una mejora en el sistema de transporte público urbano de Santiago proveyó a algunas máquinas de las rutas troncales de acceso especial para discapacitados. Algunos rutas alimentadoras también proveen de rampas de acceso a los buses menores. Las líneas del metro del área metropolitana aún carecen de acceso para discapacitados. La situación del transporte público fuera de Santiago es más problemática.
En abril de 2005, el gobierno lanzó el Primer Estudio Nacional de la Discapacidad, el cual reveló que por cada persona discapacitada en los estratos socioeconómicos mayores, existen dos personas discapacitadas en los estratos más humildes. Aproximadamente 100 000 personas discapacitadas menores de 13 años no han recibido cuidado especial ni educación.

### Pueblos indígenas
Según el censo de 2002, aproximadamente 692 000 personas (un 5 % de la población total) se identifican como de origen indígena. La ley da a los pueblos indígenas derecho a voz en las decisiones que atañen a sus tierras, a su cultura y sus tradiciones, y les garantiza educación bilingüe en las escuelas con componente indígena. Alrededor de la mitad de quienes se identifican como indígenas permanecen al margen del resto de la sociedad. Los pueblos originarios también han experimentado discriminación social, y han denunciado ser víctimas de ataques y acoso.

## Derechos laborales
Los trabajadores tienen el derecho a formar y afiliarse a sindicatos sin autorización previa, y aproximadamente el 10 % del personal total es agremiado. La ley permite que los sindicatos dirijan sus actividades sin interrupción, y el gobierno en la práctica protege este derecho. Mientras los empleados del sector privado tienen el derecho a huelga, el gobierno regula este derecho, y hay algunas restricciones. La ley prohíbe el trabajo forzado u obligatorio, y no hubo informes que tales prácticas ocurrieran. La ley restringe el trabajo infantil, pero esto es un problema en la economía informal. Hay informes que los niños son traficados. El salario mínimo es puesto según la ley y es sujeto a ajuste anualmente. La ley pone la semana laborable legal en seis días o 45 horas; el máximo de duración del día laborable es de 10 horas. La ley establece seguridad ocupacional y estándares de salud.
Sin embargo, y de acuerdo a una publicación del año 2003 del Anuario de Chile, publicado por la Universidad de Chile, refiriéndose a este tema dice; “ha sido parte de nuestro ethos cultural un clasismo que tiende a generar permanentemente formas de exclusión de ciertos sectores de la sociedad en atención a su condición social y económica. En el campo laboral, hay una permanente situación de marginación de amplios sectores sociales de la protección legal y del goce de los más elementales derechos (mineros, campesinos, obreros)”. Hoy en día y producto de la necesidad de flexibilidad laboral, la existencia de las leyes que regulan estos temas, muchas veces son pasadas por alto, con el fin de alcanzar objetivos económicos.